# Keizerlijk Decreet van 15 oktober 1810
Het Keizerlijk Decreet van 15 oktober 1810 (Frans: Décret impérial du 15 octobre 1810) was een milieuwet die door Napoleon werd ingevoerd in het Eerste Franse Keizerrijk. De volledige naam luidde Keizerlijk Decreet van 15 oktober 1810 betreffende fabrieken en werkplaatsen die een ongezonde of hinderlijke geur verspreiden (Frans: Décret impérial du 15 octobre 1810 relatif aux Manufactures et Ateliers qui répandent une odeur insalubre ou incommode).
Het decreet vormt de basis van het huidige milieuhygiënerecht in Nederland, België en Frankrijk. In Nederland ging het decreet vooraf aan de latere Hinderwetgeving (1875, 1896, 1952); in België onder meer aan het Algemeen Reglement voor de Arbeidsbescherming (ARAB, 1947), vanaf 2017 de Codex over het welzijn op het werk, en is als zodanig ook een belangrijke bron voor Belgisch arbeidsrecht.

## Achtergrond
Eind 18e eeuw kwam in Europa de chemische industrie op: er ontstonden fabrieken voor kleurstoffen (zoals lakmoes), ammoniakzout en zuren, die giftige stoffen en hinderlijke geuren uitstootten die overlast bezorgden in veel steden. In de middeleeuwen (bijvoorbeeld de lederverwerking of de lakennijverheid in de Lage Landen) en de vroegmoderne tijd (allerlei brandgevaarlijke bedrijven die gebruikmaakten van ovens en fornuizen zoals glasblazerijen, verffabrieken en vernis- en terpentijnmakerijen) werden dergelijke problemen meestal aangepakt door per stad per industrie lokale wetten te maken en zo nodig een fabriek of werkplaats naar bepaalde wijken, de rand van de stad of zelfs het platteland te verbannen.
De uit de Franse Revolutie voortgekomen centralisatiepolitiek streefde naar een algemene, gelijkwaardige, vereenvoudigde, nationale behandeling van allerlei kwesties. Veel regels uit het ancien régime werden afgeschaft, maar andere werden gehandhaafd en weer andere werden vervangen door nieuwe wetten, zodat jarenlang onduidelijk was welke regels nou waar en waarvoor golden.
Aanleiding om een nieuwe uniforme wet te maken die iedere vorm van industrieel gevaar en hinder voor de volksgezondheid reguleerde was het grote aantal klachten en rechtszaken omtrent talloze zwavelzuur- en sodafabrieken, Berlijnsblauwfabrieken en salmiakstokerijen die in recent in Frankrijk waren opgericht. Op verzoek van de Minister van Binnenlandse Zaken Jean-Antoine Chaptal en Louis-Bernard Guyton de Morveau (beide scheikundigen) werd in 1804 de afdeling natuurkunde en wiskunde van het Institut de France gevraagd om chemische nomenclatuur en daarbij wet- en regelgeving te ontwikkelen voor het opereren van deze nieuwe industrieën zonder daarbij de volksgezondheid ernstig te schaden.
De scheikundigen produceerden twee rapporten in 1804 respectievelijk 1809, waarin ze strikt wetenschappelijk onderscheid probeerden te maken tussen drie klassen van hinderlijke inrichtingen: "gevaarlijk" (dangereux; brand- of explosiegevaar), "ongezond" (insalubre; "miasmatische" dampen afkomstig van organisch materiaal) en "hinderlijk" (incommodé; geurhinder). Hoewel tot dan toe de bevolking en de overheid op basis van gezond verstand altijd stank en gevaar aan elkaar verbonden, wezen de rapporten met wetenschappelijk bewijs erop dat reukloze stoffen ook levensgevaarlijk kunnen zijn, terwijl stinkende lucht niet per se ongezond was; dat hing af van welke gassen er precies werden geproduceerd door de industrie. De definitie van "ongezond" sloot echter anorganische dampen uit en de definitie van "hinder" negeerde geluidshinder en rookhinder; alleen geurhinder werd erkend als een probleem.

## Bepalingen
Artikel 1 bepaalde 'Vanaf de publicatie van voorliggend decreet, mogen de fabrieken en werkplaatsen die een ongezonde of hinderlijke geur verspreiden, niet worden gevormd zonder een vergunning van de bestuurlijke autoriteit'. Op basis van de driedeling gemaakt in het Institut-rapport van 1809 werden drie bedrijfstypes ("inrichtingen") onderscheiden:
- Eerste klasse: inrichtingen die ernstige overlast veroorzaakten en alleen ver buiten woonkernen mochten worden gevestigd.[6] De bedrijfsleider moest de prefect waarschuwen voor een aanvraag en diende in een straal van 5 kilometer plakkaten te verspreiden om omwonenden te informeren over de komst van de fabriek en ze in gelegenheid te stellen bezwaar te maken.[4][7] Alle mogelijke bezwaren werden door de gemeentelijke autoriteiten bekeken in een 'de commodo et incommodo'-onderzoek dat zij publiceerden.[4] Uiteindelijk bepaalde de Franse Raad van State of het betreffende bedrijf een vergunning kreeg of niet.[4]
  - Onder deze eerste klasse vielen vrijwel alle chemische bedrijven.[11][7] Dit waren volgens J. Mac Lean (1982) de stijfselfabrieken, vuurwerkfabrieken, kleurstoffabrieken van Pruisisch blauw (Berlijns blauw) en menie (oranje), turffabrieken en het verkolen van turf, houtzagerijen, bordpapierfabrieken, houtskoolbranderijen, bruine kaarsen, lompenmagazijnen, lijmkokerijen, katoenfabrieken, vernisfabrieken (vernissen van taffetas, linnen en leer), fabrieken van zwavelzuur, salpeterzuur en andere zuren, gipsbranderijen, kalkbranderijen, mestpoederfabrieken, henneproterijen, ammoniumchloridefabrieken, sodafabrieken, dierentuinen, varkensfokkerijen, abattoirs (slachthuizen) en het reinigen van geslachte dieren, darmbereiders, darmenverkopers, fabrieken van darmsnaren voor muziekinstrumenten, fabrieken van 'huile de pied' (beenderolie) en 'corne de boeuf' (olie uit ossenhoorn).[12]
- Tweede klasse: inrichtingen die alleen in woonkernen mochten worden gevestigd op voorwaarde dat er genoeg controle was en zekerheid kon worden gegeven dat ze geen overlast of schade zouden toebrengen aan de omwonenden.[6][4] In dit geval hoefde de ondernemer alleen een vergunning aan te vragen bij de sous-prefect van het woondistrict, die de aanvraag overhandigde aan de burgemeester die verplicht een 'de commodo et incommodo'-onderzoek moest doen; de sous-prefect schreef daar dan een rapport over en op basis van dat rapport besloot de prefect of het bedrijf een vergunning kreeg.[4] Het was mogelijk dat het bedrijf technische voorzieningen had genomen waardoor het geen hinder of schade kon veroorzaken, zodat een aanvraag kon worden goedgekeurd.[7]
  - Bedrijven in de tweede klasse waren: loodwitfabrieken, kaarsenmakerijen, leertouwerijen, dakpannenbakkerijen, magazijnen van groen leer, jeneverbranderijen, metaalgieterijen, het affineren van metalen, ververijen, Hongaars leerbewerkers, fabrieken van zeemleer, brandspuitenmakerijen, fabrieken van wagensmeer, fabrieken van ivoorzwart, roetmakerijen, loodgieterijen, gieterijen van hagel (lood), ontleedkamers (anatomie), tabaksfabrieken, het impregneren van taffetas met was, slagerijen, blekerijen van textiel met chloorgas en zijdespinnerijen.[13]
- Derde klasse: inrichtingen die overal mochten worden opgericht in woongebieden als zij na goedkeuring van de sous-prefect geen hinder of andere bijzondere problemen voor de onmiddellijke omgeving veroorzaakten, hoewel ze wel onder politietoezicht stonden.[6][4][7]
  - Bedrijven in de derde klasse waren: aluinmakerijen, knopenmakerijen, bierbrouwerijen, wasmakerijen, bedrijven waarin hoeden van gesteven perkament en doorzichtige hoorns (voor het bewaren van vloeistoffen) gemaakt werden, lettergieterijen, behangselfabrieken, zeepziederijen en bedrijven waarin gewerkt werd met sulfaten (vitriols) en waar metalen verguld werden.[13]

## Werking en nalatenschap
Het decreet trad in 1810 al meteen in werking in het huidige Frankrijk, België, Luxemburg en het Rijnland. Het Koninkrijk Holland was net op 9 juli 1810 door het Franse Keizerrijk geannexeerd; per decreet van 19 april 1811 bepaalde Napoleon dat het decreet betreffende fabrieken en werkplaatsen ook van toepassing was op dat grondgebied (ruwweg het huidige Nederland). Ook na de val van Napoleon in 1815 bleef het decreet in het Verenigd Koninkrijk der Nederlanden nog in werking tot 1824, toen het werd vervangen door het Besluit rakende de vergunningen ter oprigting van sommige fabrijken en trafijken van 31 januari 1824.